# Lista de municípios de Nunavut

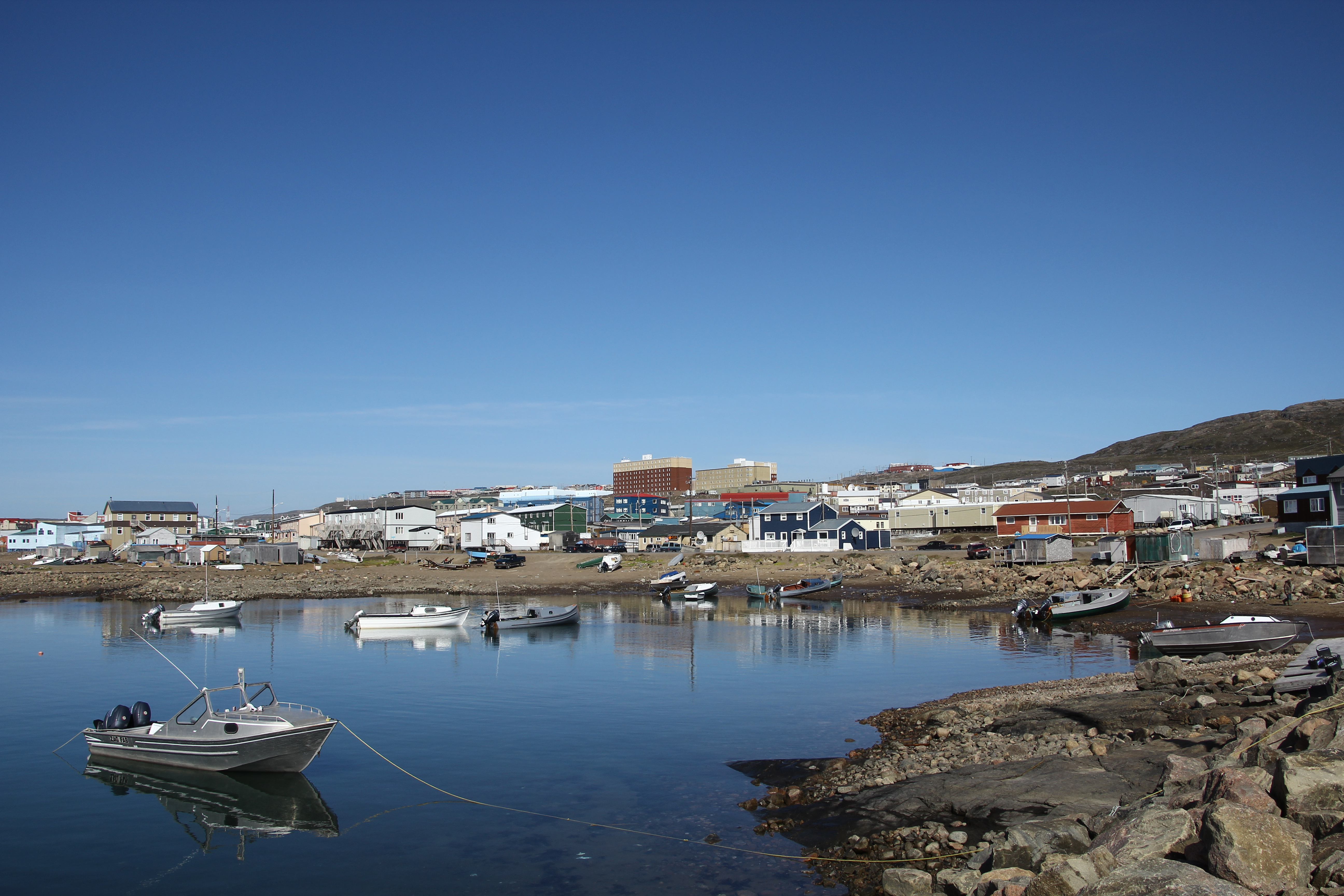
Iqaluit, capital e maior cidade do território de Nunavut.

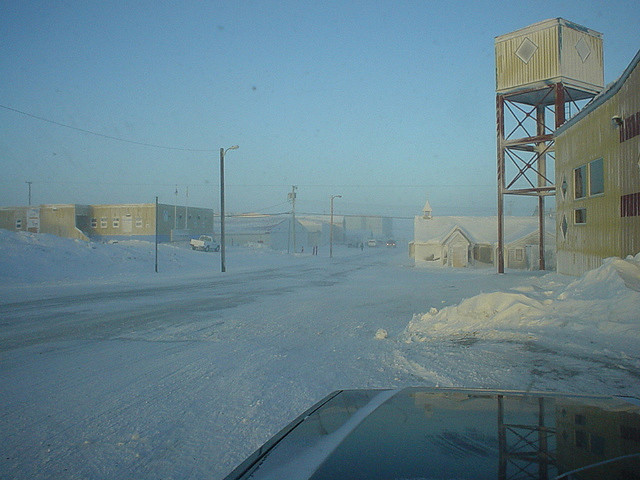
Centro de Rankin Inlet, maior hamlet e segundo maior município de Nunavut

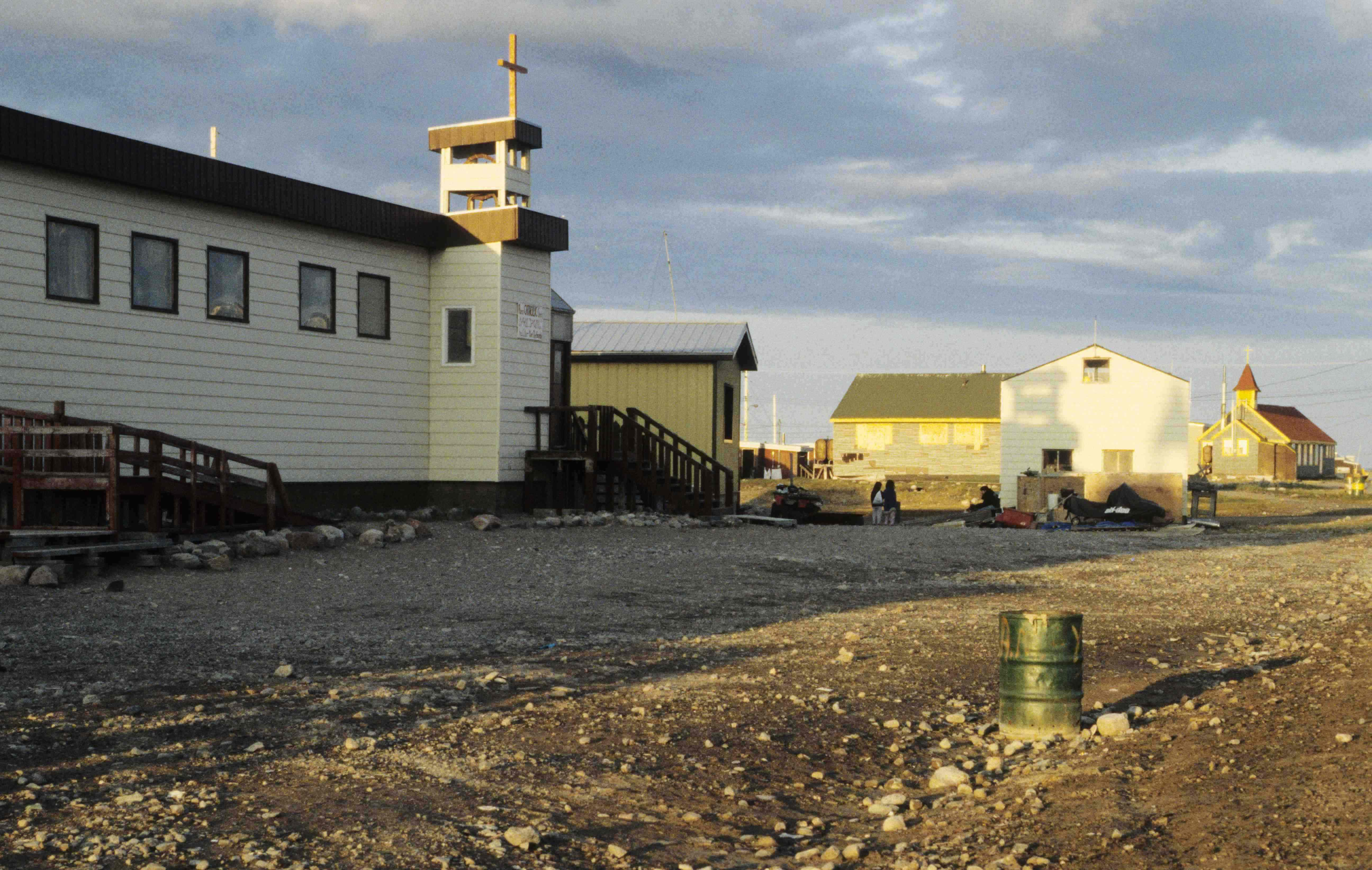
Terceiro maior município de Nunavut e segundo maior hamlet é Arviat.

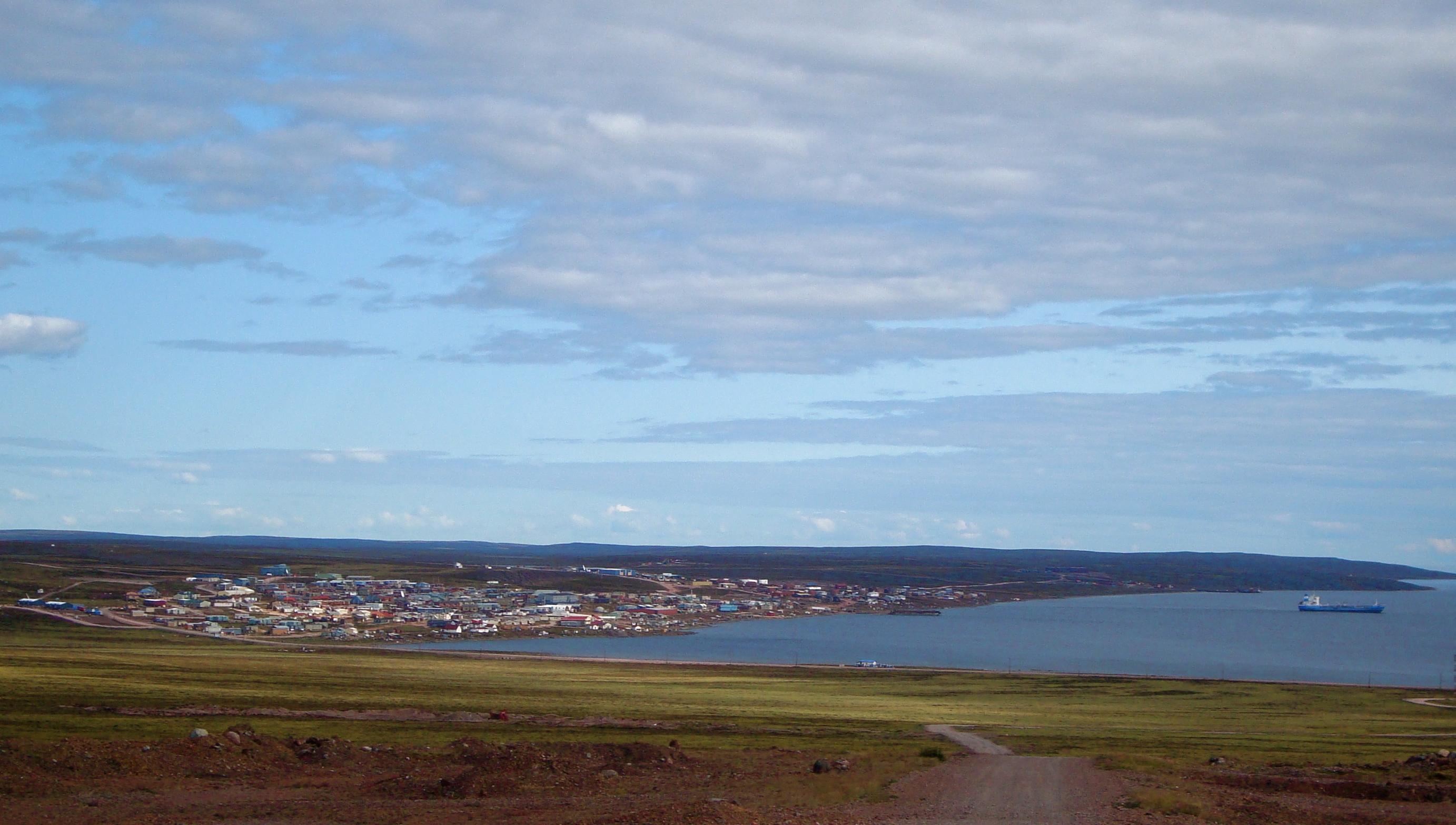
Baker Lake é o quarto maior município de Nunavut.

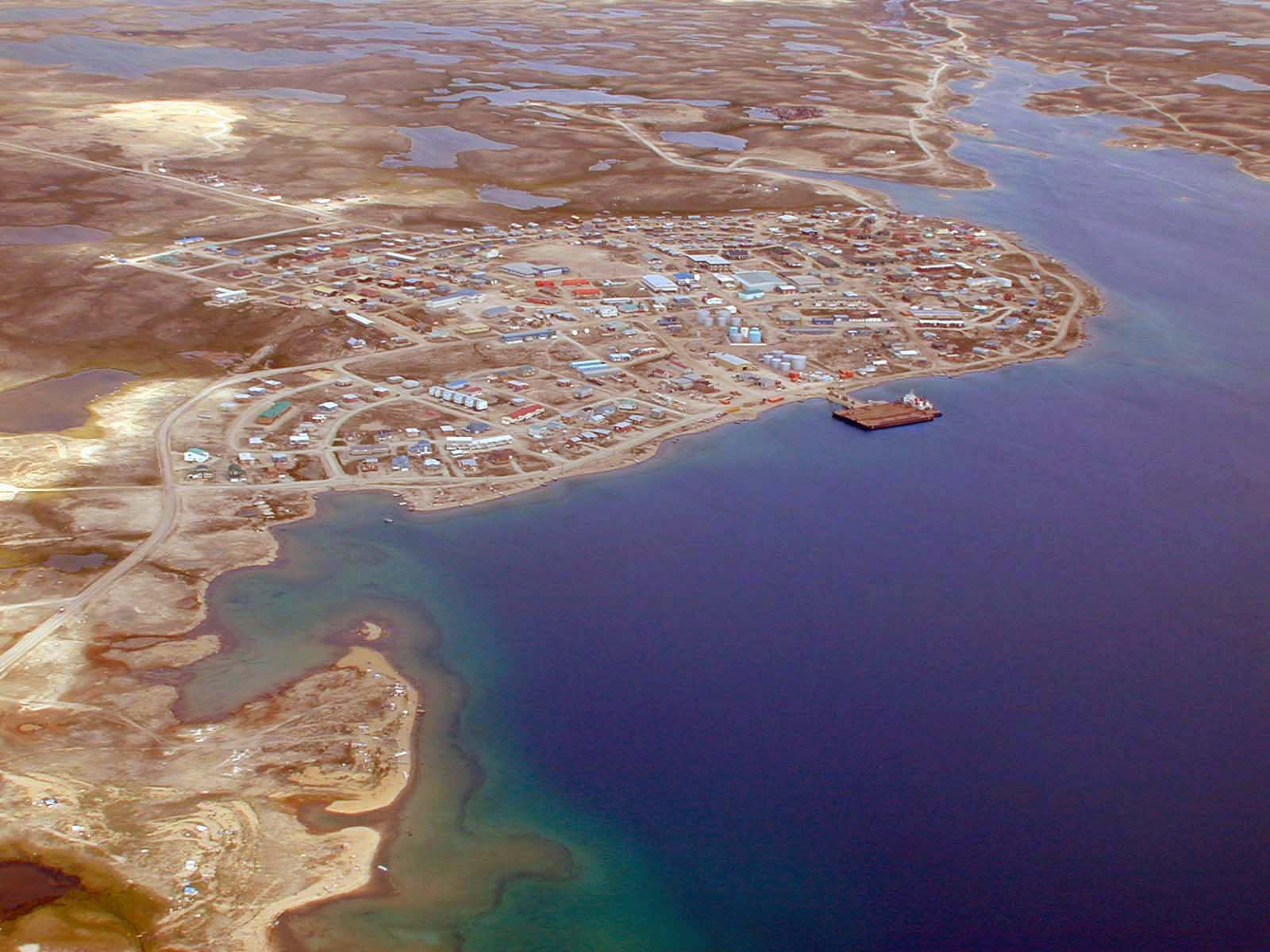
Vista aérea de Cambridge Bay.

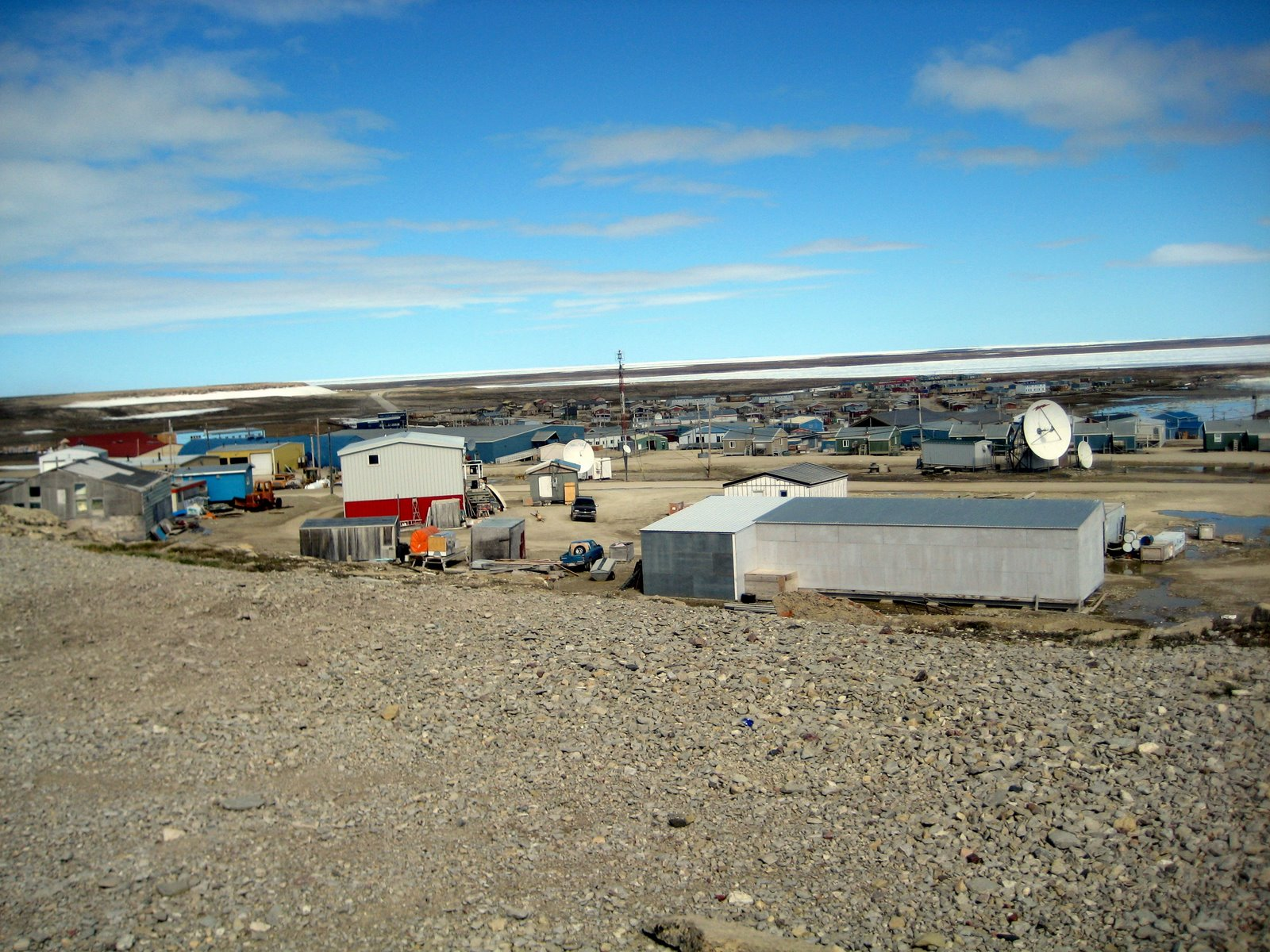
Parte de Igloolik.

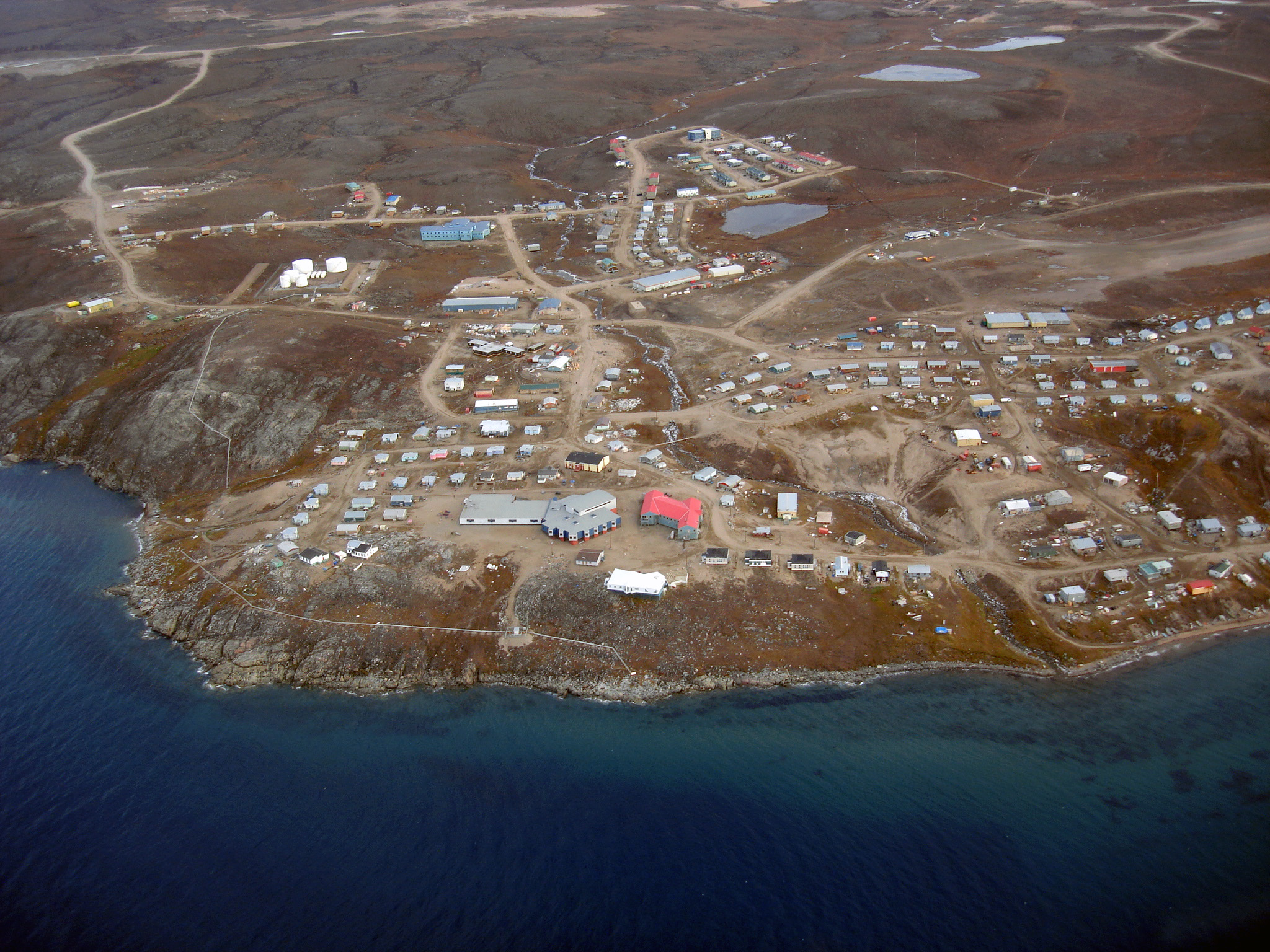
Vista de Pond Inlet.

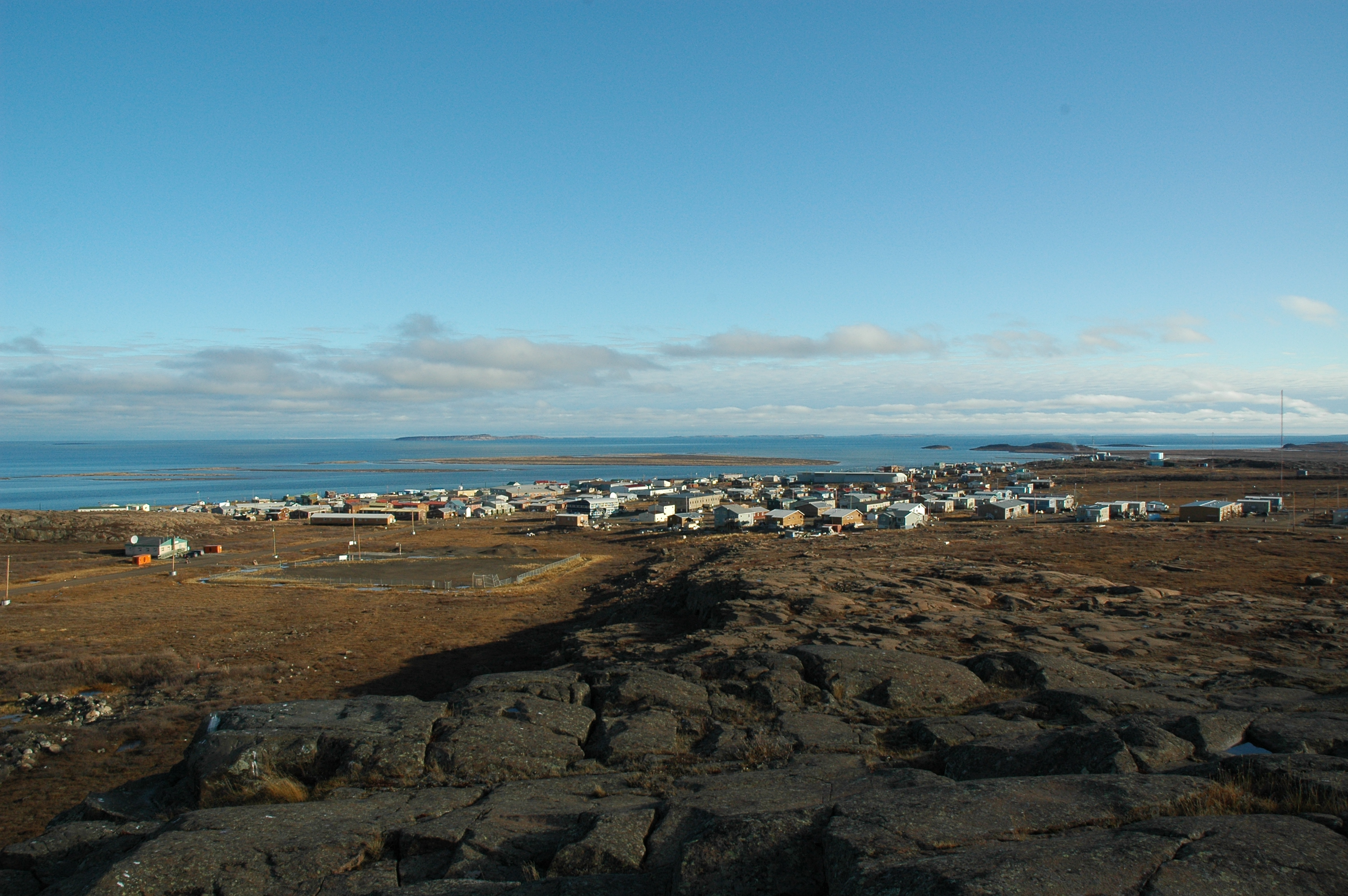
Panorama de Kugluktuk.

Nunavut é o segundo menos populoso dos três territórios do Canadá, com 35.944 habitantes em 2016, mas também é o maior território e maior subdivisão canadense em área terrestre, com cerca de 1.877.779 quilômetros quadrados. Os 25 municípios de Nunavut cobrem apenas 0,2% da massa terrestre do território, mas abrigam 99,83% de sua população.
Os municípios são criados pelo Governo de Nunavut de acordo com a Lei das Cidades, Towns e Vilas de 2003 e a Lei de Hamlets de 2003, que são status municipais usados nos Territórios do Noroeste. Um município é uma "área dentro dos limites de uma corporação municipal, conforme descrito na ordem que estabelece ou continua a corporação municipal", em que uma corporação municipal é uma cidade, town ou vila. De acordo com a Lei Hamlets, um município é similarmente uma "área dentro dos limites de um hamlet, conforme descrito na ordem que estabelece ou continua a aldeia". Todos os 25 municípios de Nunavut são hamlets, com exceção da cidade de Iqaluit, que é a capital do território.
O maior município por população em Nunavut é Iqaluit, com 7.740 habitantes, lar de 21,5% da população do território. O menor município por população é o Grise Fiord, com 129 habitantes. O maior município por área terrestre é Kugluktuk, que abrange 549,65 quilômetros quadrados, enquanto o menor é Kimmirut, com uma área de 2,27 quilômetros quadrados.

## Municípios

### Cidades
Um pedido pode ser submetido para incorporar uma comunidade como uma cidade sob a Lei das Cidades, Towns e Vilas de 2003 dos Territórios do Noroeste a pedido de um mínimo de 25 residentes que sejam eleitores elegíveis, ou por iniciativa do Ministro de Assuntos Municipais e Comunitários. A cidade proposta deve ter um valor mínimo avaliado de 200 milhões de dólares ou uma exceção pode ser feita pelo Ministro. Iqaluit é a única cidade em Nunavut, com 7.740 habitantes e uma área de terra de 52,50 quilômetros quadrados em 2011. Foi incorporada como cidade em 19 de abril de 2001.

### Towns
Não existe uma tradução exata para a palavra town em português, no entato, o termo town pode ser entendido como uma pequena cidade que é maior que vilas, bairros e vilarejos, mas ainda sim menor que cidades de médio e grande porte. Embora Nunavut não tenha municípios com status de town, o a lei oferece oportunidade de incorporar um assentamento em town. Uma town pode ser incorporada a pedido de no mínimo 25 residentes elegíveis ou por iniciativa do Ministro de Assuntos Municipais e Comunitários. A town proposta deve ter um valor de terra avaliado de no mínimo C$ 50 milhões ou uma exceção pode ser feita pelo Ministro. Iqaluit manteve o status de town entre 1980 e 2001.

### Vilas
Nunavut não tem vilas, assim como não tem towns, apesar disso, a lei oferece oportunidade de incorporação de uma vila. Uma vila pode ser incorporada a pedido de um mínimo de 25 residentes elegíveis ou por iniciativa do Ministro de Assuntos Municipais e Comunitários. A vila proposta deve ter um valor de terra mínimo avaliado de C$ 10 milhões ou uma exceção pode ser feita pelo Ministro. Iqaluit manteve o status de vila entre 1974 e 1980.

### Hamlets
O termo hamlet, da língua inglesa, pode ser traduzido para o português como: aldeia, aldeola, aldeota ou vilarejo. A pedido de no mínimo 25 residentes que sejam eleitores elegíveis, ou por iniciativa do Ministro de Assuntos Municipais e Comunitários, um requerimento pode ser apresentado para incorporar uma comunidade como hamlet sob a Lei Hamlets dos Territórios do Noroeste. Ao contrário das cidades, towns e vilas, a incorporação de hamlets não é condicionada por um valor de terra mínimo avaliado.
Nunavut tem 24 hamlets. O maior hamlet por população é a Rankin Inlet, com 2.842 residentes, e o menor é Grise Fiord, com 129 residentes. O maior hamlet por área terrestre é Kugluktuk, que abrange 549,65 quilômetros quadrados, enquanto a menor é Kimmirut, com 2,27 quilômetros quadrados.

## Lista
| Nome               | Status | Censo de 2016    | Censo de 2016    | Censo de 2016 | Censo de 2016       | Censo de 2016          |
| Nome               | Status | População (2016) | População (2011) | Mudança       | Área de terra (km²) | Densidade populacional |
| ------------------ | ------ | ---------------- | ---------------- | ------------- | ------------------- | ---------------------- |
| Arctic Bay         | Hamlet | 868              | 823              | 5,5%          | 247,50              | 3,5/km2                |
| Arviat             | Hamlet | 2.657            | 2.318            | 14,6%         | 132,07              | 20,1/km2               |
| Baker Lake         | Hamlet | 2.069            | 1.872            | 10,5%         | 182,22              | 11,4/km2               |
| Cambridge Bay      | Hamlet | 1.766            | 1.608            | 9,8%          | 202,35              | 8,7/km2                |
| Cape Dorset        | Hamlet | 1.441            | 1.363            | 5,7%          | 9,74                | 147,9/km2              |
| Chesterfield Inlet | Hamlet | 437              | 313              | 39,6%         | 141,10              | 3,1/km2                |
| Clyde River        | Hamlet | 1.053            | 934              | 12,7%         | 106,55              | 9,9/km2                |
| Coral Harbour      | Hamlet | 891              | 834              | 6,8%          | 137,91              | 6,5/km2                |
| Gjoa Haven         | Hamlet | 1.324            | 1.279            | 3,5%          | 28,47               | 46,5/km2               |
| Grise Fiord        | Hamlet | 129              | 130              | 0,8%          | 332,70              | 0,4/km2                |
| Hall Beach         | Hamlet | 848              | 736              | 15,2%         | 16,82               | 50,4/km2               |
| Igloolik           | Hamlet | 1.744            | 1.454            | 19,9%         | 103,01              | 16,9/km2               |
| Iqaluit            | Cidade | 7.740            | 6.699            | 15,5%         | 52,50               | 147,4/km2              |
| Kimmirut           | Hamlet | 389              | 455              | 14,5%         | 2,27                | 171,4/km2              |
| Kugaaruk           | Hamlet | 933              | 771              | 21,0%         | 4,97                | 187,7/km2              |
| Kugluktuk          | Hamlet | 1.491            | 1.450            | 2,8%          | 549,65              | 2,7/km2                |
| Naujaat            | Hamlet | 1.082            | 945              | 14,5%         | 424,27              | 2,6/km2                |
| Pangnirtung        | Hamlet | 1.481            | 1.425            | 3,9%          | 7,77                | 190,6/km2              |
| Pond Inlet         | Hamlet | 1.617            | 1.549            | 4,4%          | 173,36              | 9,3/km2                |
| Qikiqtarjuaq       | Hamlet | 598              | 520              | 15,0%         | 130,71              | 4,6/km2                |
| Rankin Inlet       | Hamlet | 2.842            | 2.577            | 10,3%         | 20,24               | 140,4/km2              |
| Resolute           | Hamlet | 198              | 214              | 7,5%          | 116,89              | 1,7/km2                |
| Sanikiluaq         | Hamlet | 882              | 812              | 8,6%          | 114,94              | 7,7/km2                |
| Taloyoak           | Hamlet | 1.029            | 899              | 14,5%         | 37,65               | 27,3/km2               |
| Whale Cove         | Hamlet | 435              | 407              | 6,9%          | 283,66              | 1,5/km2                |
| Total municípios   | —      | 35.944           | 32.387           | 11,0%         | 3.559,32            | 10,1/km2               |
| Total do territóro | —      | 35.944           | 32.397           | 10,9%         | 1.877.778,53        | 0,02/km2               |